# Still Loving It
Still Loving It è il primo singolo proveniente dal secondo album di Eric Saade, Saade Vol. 1. Inizialmente è stato reso noto quando il cantante ha pubblicato la traccia sul suo canale YouTube come teaser dell'album di cui fa parte; successivamente è stato caricato su iTunes il 14 gennaio 2011 in formato digitale, come singolo promozionale. Il brano è stato scritto da Eric Saade, Anton Malmberg Hård af Segerstad e Niclas Lundin. Si tratta di una ballata dinamica.

## Tracce
- Digital download[4]

1. Still Loving It - 3:44